# Kada Kasarwan
Kada Kasarwan (arab. قضاء كسروان; ang. Keserwan District; fr. District de Kesrouan) – jednostka administracyjna w Libanie, należąca do Muhafazy Dżabal Lubnan, położona na północ od Bejrutu.  Dystrykt zamieszkiwany jest głównie przez ludność chrześcijańską. 

## Wybory parlamentarne
Na okręg wyborczy, obejmujący dystrykt Kasarwan, przypada 5 miejsc dla maronitów w libańskim Zgromadzeniu Narodowym